# Guglielmo Bossi
Guglielmo Bossi (* 8. September 1901 in Mailand; † 8. Mai 1962 ebenda) war ein italienischer Radrennfahrer.

## Sportliche Laufbahn
Bossi war Teilnehmer der Olympischen Sommerspiele 1924 in Paris. Er startete in zwei Wettbewerben im Bahnradsport. Im Sprint schied er in den Halbfinalläufen aus. Im Punktefahren schied er beim Sieg von Ko Willems im Finale aus.
Von 1927 bis 1930 startete er als Unabhängiger.